# Poeti spasmodici
I poeti spasmodici (spasmodic poets) erano un gruppo di poeti britannici vissuti durante l'epoca vittoriana. Il termine venne coniato da William Edmonstoune Aytoun con un intento sia dispregiativo che umoristico. L'epiteto stesso è attribuito da Thomas Carlyle a Lord Byron.
Tra i poeti spasmodici troviamo artisti come George Gilfillan, amico e ispiratore di William McGonagall. Gilfillan lavorò per trent'anni al suo lungo poema Night, ma è noto soprattutto per aver incoraggiato i lavori dei giovani spasmodici nelle recensioni letterarie che lui stesso scrisse sotto lo pseudonimo di "Apollodorus". Altri associati al gruppo erano Philip James Bailey, Richard Hengist Horne, Sydney Thompson Dobell, Alexander Smith, John Stanyan Bigg, Gerald Massey, John Westland Marston e Ebenezer Jones.
Il termine "spasmodico" venne applicato dai recensori dell'epoca anche all'Aurora Leigh di Elizabeth Barrett Browning, al Maud di Tennyson, al Golden Legend di Longfellow e alla produzione poetica di Arthur Hugh Clough. Questi poeti, però, non vengono generalmente inclusi nella scuola spasmodica dai critici letterari moderni. La poesia spasmodica ebbe un'enorme popolarità dalla fine degli anni '40 fino agli anni '50 dell'Ottocento, quando improvvisamente passò di moda.
Dal punto di vista stilistico, la poesia spasmodica era caratterizzata dalla produzione di drammi in versi, i cui protagonisti erano, di sovente, poeti. Elementi tipici sono i lunghi soliloqui introspettivi del protagonista; caratteristica che finì per marchiare la produzione spasmodica come estremamente egoistica.